# Großtiefentalalm
Die Großtiefentalalm ist eine Alm in den Bayerischen Voralpen. Sie liegt im Gemeindegebiet von Bayrischzell.
Das Almgebiet befindet sich in einem Kessel, eingerahmt vom Miesingstock, Rotwand und den Ruchenköpfen.
Wenig östlich des Almgebietes schließt sich der Soinsee an.